# Phước Hòa, Phước Sơn
Phước Hòa là một xã thuộc huyện Phước Sơn, tỉnh Quảng Nam, Việt Nam.

## Địa lý
Xã Phước Hòa có vị trí địa lý:
- Phía đông giáp xã Phước Hiệp
- Phía tây giáp xã Phước Xuân và thị trấn Khâm Đức
- Phía nam giáp xã Phước Kim
- Phía bắc giáp huyện Quế Sơn và huyện Nam Giang.

Xã Phước Hòa có diện tích 188,15 km², dân số năm 2019 là 1.394 người, mật độ dân số đạt 7 người/km².

## Lịch sử
Trước năm 2008, địa bàn xã Phước Hòa là một phần của xã Phước Hiệp.
Ngày 8 tháng 4 năm 2008, Chính phủ ban hành Nghị định số 42/2008/NĐ-CP về việc điều chỉnh địa giới hành chính xã, thành lập xã thuộc huyện Quế Sơn, huyện Phước Sơn; điều chỉnh địa giới hành chính huyện Quế Sơn để thành lập huyện Nông Sơn, tỉnh Quảng Nam. Theo đó, thành lập xã Phước Hòa trên cơ sở điều chỉnh 18.815,4 ha diện tích tự nhiên và 2.076 người của xã Phước Hiệp.